# Antonio Masini
Antonio Masini (ca. 1639 in Florenz; † 20. September 1678 in Rom) war ein Kapellmeister der Cappela Giulia in Rom. Er gehörte auch zum Umfeld der ehemaligen Königin Christina von Schweden als ihr Kammermusiker.

## Leben
In den Jahren 1663 und 1664 existieren Nachweise seiner Anwesenheit in Lucca und Ferrara sowie einer Theateraufführung in Ferrara 1666. Aus dem Jahre 1771 ist sein Verbleib in Rom bereits dokumentiert, da offenbar für den Erhalt der Stimme eines Jungen namens Paolo Nanini eine Empfehlung für die Kostenübernahme einer Kastration ein Ersuchen vorlag. 1774 wurde er der Kapellmeister der Cappella Giulia in Rom, zusätzlich war er aber auch noch der Kapellmeister der Confraternita della Santa Casa di Loreto dei Marchigiani und der Kirche San Salvatore in Lauro. Er hatte den Posten des Kapellmeisters von 1674 bis zu seinem Tode im Jahr 1678 inne. Noch im Februar 1678 wird erwähnt, dass in Gegenwart der Königin im Februar die Aufführung einer Comedia di Antonio Masini in der Casa di Monsù Ridò a Monte Brianzo stattfand. Es wird angenommen, dass dies Il Narciso war. Sein Nachfolger war Francesco Beretta Er wurde nach Baini in der Kirche Santa Maria in Posterola begraben.

## Werke
Seine bekanntesten Werke sind:
- Il giuditio delle stagioni concerto musicale rappresentato nella solennità della Ss.ma Annuntiata, aufgeführt an der scuole di S. Maria Cortelandini (Libretto: B. Beverini; Lucca 1663)
- L’Eumene (Oper, Libretto: A. Passarelli), in Ferrara inszeniert am teatro Bonacossi a S. Stefano, 1666
- Il Narciso, vermutlich aufgeführt in Anwesenheit der Königin von Schweden 1778

Weiterhin existieren mehrere Oratorien und geistliche Gesänge mit Basso continuo in Bibliotheken in Neapel, im Vatikan und in Bologna.

## Weiterführende Literatur
- F. D’Accone: Ancora su l’opera prima di Scarlatti e la regina. In: Cristina di Svezia e la musica. Atti del convegno internazionale… 1996., Rom 1998, S. 80.
- Heyink, Rainer: Fest und Musik als Mittel kaiserlicher Machtpolitik. Das Haus Habsburg und die deutsche Nationalkirche in Rom S. Maria dell’Anima. Schneider, Tutzing 2010.
- Arnaldo Morelli: Masini, Antonio. In: Mario Caravale (Hrsg.): Dizionario Biografico degli Italiani (DBI). Band 71: Marsilli–Massimino da Salerno. Istituto della Enciclopedia Italiana, Rom 2008.
- Sergio Monaldini (Hrsg.): L’orto dell’Esperidi. Musici, attori e artisti nel patrocinio della famiglia Bentivoglio (1646–1685). Libreria musicale italiana, Lucca 2000.
- The New Grove Dict. of music and musicians. XVI, S. 30.